# Мануел Корте-Реал
Мануел Енріке де Мелу е Каштру де Мендонса Корте-Реал (порт. Manuel Henrique de Mello e Castro de Mendonça Côrte-Real) (29 жовтня 1940, Лісабон) — португальський дипломат. Надзвичайний і Повноважний Посол Португалії в Україні (02.12.1993—16.11.1998).

## Життєпис
Народився 29 жовтня 1940 року в Лісабоні; Закінчив історичний факультет Лісабонського університету.
З 23.09.1969 — аташе;
З 12.03.1970 — аташе посольства;
З 19.08.1972 — третій секретар Посольства
З 12.10.1973 — третій секретар Посольство в Бонні
З 07.12.1974 — другий секретар;
З 12.07.1976 — Перший секретар;
З 14.02.1977 — Посольство в Бразиліа;
З 18.01.1980 — Глава кабінету міністра закордонних справ;
З 09.02.1981 — Начальник Бюро міжнародних політичних організацій;
З 01.10.1982 — радник Посольства
З 26.03.1984 — в посольстві в Лондоні; З 05.01.1989 по 5.06.1989 — тимчасовий повірений у справах Португалії у Великій Британії.
З 30.07.1990 — Генеральний консул в Севільї;
З 21.04.1993 — Повноважний міністр;
З 02.12.1993 по 16.11.1998 — Надзвичайний і Повноважний Посол Португалії в Україні У 1995 році брав участь у тимчасовій місії в ООН, під головуванням Португалії 50-ї Генеральної Асамблеї цієї організації, 14 вересня 1995 року як глава Канцелярії Голови Генеральної Асамблеї ООН; З 02.03.1998 — Повноважний Міністр першого класу; 04.05.1998 — глава протоколу Всесвітньої виставки в Лісабоні, за дорученням;
З 17.11.1998 — президент Дипломатичного інституту;
З 27.10.2000 — керівник Протоколу;
З 30.12.2000 — посол;
З 05.11.2002 — Надзвичайний і Повноважний Посол Португалії у Швейцарії.
З 11.2005 по 10.2008 — голова Державного протоколу.

## Нагороди та відзнаки
- Великий Хрест Військового ордена Христа;
- Великий хрест за заслуги;
- Офіцер ордена князя Генрі;
- Визволитель ордена Великого Хреста Сан-Мартін, Аргентинська Республіка;
- Великий хрест ордена Заслуг, 1-го класу, Австрійська Республіка;
- Хрест зерно Бернардо О'Хіггінс замовлення, Чилі;
- Великий хрест ордена Заслуг Республіки Габон;
- Великий хрест ордена Заслуг Італії;
- Великий хрест ордена Визволителя, Венесуела;
- Лицар Суверенного військового і Мальти;
- Командор ордена За заслуги перед Федеративною Республікою Німеччина;
- Командор ордена Крузейро-ду-Сул, Бразилія;
- Орден Британської Імперії Командувача;
- Кавалер ордена за заслуги Італії;
- Командувач Санкт-Олав ордена, Норвегія;
- Кавалер ордена Святого Григорія Великого, Апостольська Столиця;
- Офіцер ордена Ріо-Бранко, Бразилія;
- Лицар ордена Ізабелли Католицької, Іспанія;
- Військовий хрест ордена «за Militensi Merit»,
- Орден Суверенного військового Мальтійського ордену.